# Capparidastrum megalospermum
Capparidastrum megalospermum är en kaprisväxtart som beskrevs av Cornejo och Iltis. Capparidastrum megalospermum ingår i släktet Capparidastrum och familjen kaprisväxter. Inga underarter finns listade i Catalogue of Life.